# Taburnus

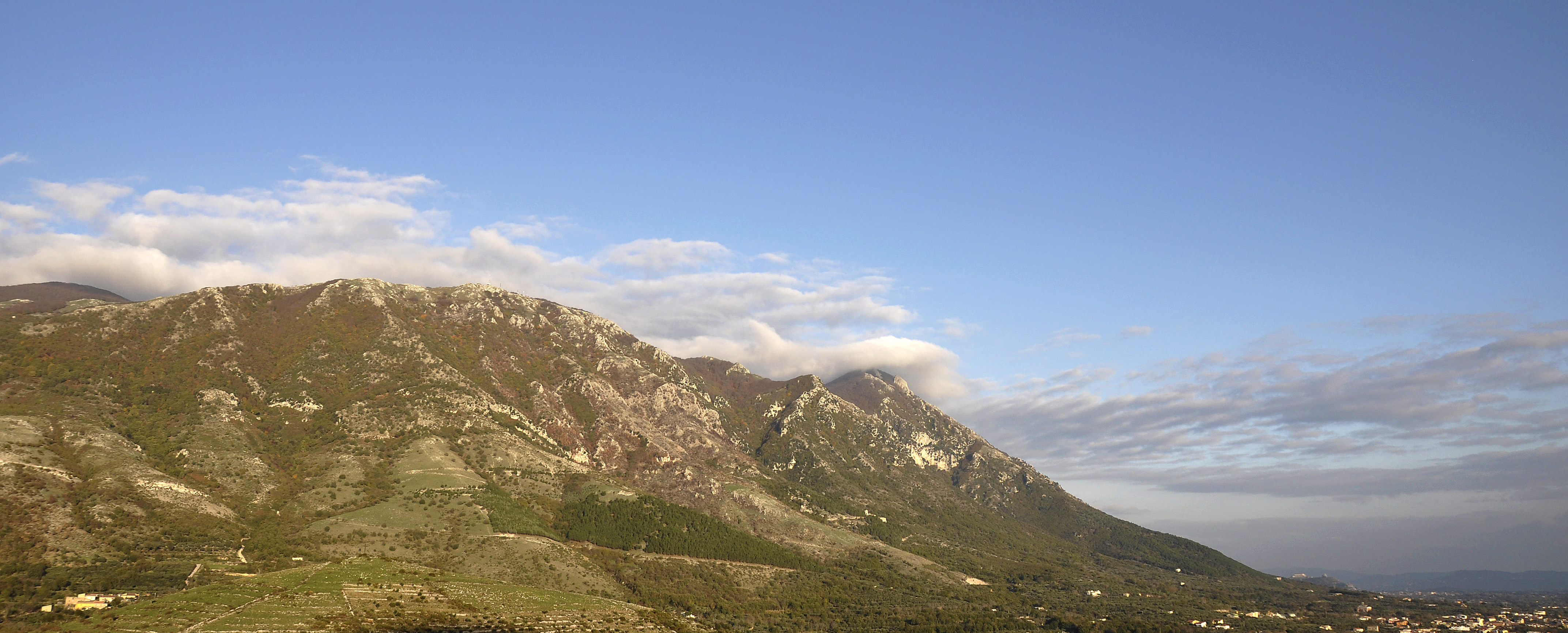
El Taburnus

Les muntanyes de Taburnus (en llatí Taburnus Mons) van ser un grup important de muntanyes dels Apenins, al Samni, a l'oest de Benevento. Virgili diu que els seus vessants eren molt aptes pel conreu de l'oliver, i en un altre passatge diu que estaven coberts de boscos i amb extenses pastures pel bestiar. Graci Falisc escrivia que era un grup de muntanyes accidentat i rocós.
Per aquests autors sabem que estaven situats al territori dels caudins, famós per les Forques Caudines que eren molt prop del peu del Taburnus. Encara avui el grup es diu Monte Taburno.